# Bucha
Bucha (tiếng Ukraina: Буча) là một thành phố của Ukraina. Thành phố này thuộc tỉnh Kiev. Thành phố này có diện tích 26,57 km², dân số theo điều tra dân số năm 2001 là 28.533 người. Dân số năm 2021 ước tính 36.971 người.

## Lịch sử
Khu định cư nảy hình thành khi xây dựng tuyến đường sắt Kyiv – Kovel vào năm 1898 xung quanh một trạm dừng xe lửa nhỏ bên sông Bucha. Bucha là một trạm dừng xe lửa của tuyến đường sắt Kyiv – Kovel tương tự như một trạm ở thành phố Irpin hiện đại. Gần trạm dừng xe lửa Bucha có một ngôi làng nhỏ tên là Yablunka, nơi từng có một nhà máy gạch. Yablunka được đề cập trong từ điển Địa lý Ba Lan thế kỷ 19 với tên gọi là làng Jabłonka cách Kyiv 37 điểm.
Trong chiến tranh thế giới thứ hai, trước khi Kyiv được giải phóng khỏi quân đội Đức Quốc xã vào tháng 12 năm 1943, Bucha là địa điểm đóng đại bản doanh của Phương diện quân Ukraina số 1 do tướng Vatutin chỉ huy.
Bucha được cấp trạng thái thành phố vào ngày 9 tháng 2 năm 2006 (trước đây, Bucha là một thị trấn thuộc khu tự quản của thành phố Irpin).

### Trận Bucha
Trong xung đột Nga Ukraine, giao tranh ác liệt đã diễn ra ở Bucha như một phần của cuộc tấn công Kyiv, dẫn đến tổn thất nghiêm trọng của Nga. Các lực lượng Nga đã tấn công đài tưởng niệm chiến tranh Afghanistan của thị trấn, nơi mà họ có thể đã nhầm với một phương tiện quân sự của Ukraina. Thành phố bị quân Nga chiếm đóng vào ngày 12 tháng 3. Thị trưởng Anatoliy Fedoruk tuyên bố lực lượng Ukraina tái chiếm Bucha vào ngày 31 tháng 3 năm 2022.

#### Thảm sát Bucha
Vào ngày 2 tháng 4 năm 2022, các bản tin và video xuất hiện cho thấy các đường phố ở Bucha phủ đầy thi thể của những người dân mặc quần áo dân sự. Một số người được tìm thấy đã bị trói tay. Theo ước tính đầu tiên, ít nhất 280 thi thể đã được tìm thấy. phía Ukraina cáo thảm sát này do quân đội Nga gây ra nhưng phía Nga phủ nhận.